# 索羅基 (普斯托梅特區)
49°38′5″N 23°47′5″E / 49.63472°N 23.78472°E
索羅基（烏克蘭語：Сороки），是烏克蘭西部的村莊，隸屬利維夫州的利維夫區。該村面積0.78平方公里，海拔高度282米，2019年人口86，人口密度每平方公里125.64人。
Population 2019 （页面存档备份，存于）